# Oskar Munzinger (Politiker, 1849)

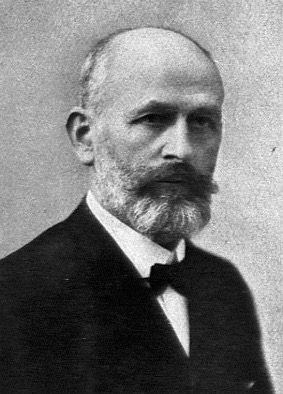
Porträt von Oskar Munzinger, ca. 1906

Oskar Munzinger, auch Oskar Munzinger-Ziegler (* 18. März 1849 in Balsthal; † 18. Mai 1932 in Solothurn; heimatberechtigt in Olten), war ein Schweizer Jurist, Zeitungsredakteur und liberaler Politiker.

## Leben

### Familie
Oskar Munzinger entstammte dem weitverzweigten Bürgergeschlecht Munzinger und war der Sohn des Gerichtspräsidenten Viktor Munzinger († 22. September 1853) und dessen Ehefrau Elisabeth (geb. Munzinger). Er hatte zwei Brüder, Edgar Munzinger (1847–1905), der Direktor der Musikschule in Winterthur war, und Karl Munzinger, der als Dirigent tätig war.
Sein Grossvater mütterlicherseits, Ulrich Munzinger (1787–1876), war ein bekannter Komponist und Politiker und mit Katharina, die Tochter des Politikers Johann Baptist Frey (1750–1831), verheiratet.
Der Politiker Josef Munzinger war sein Grossonkel mütterlicherseits.
Oskar Munzinger war seit 1910 mit Elisabeth verheiratet, der Tochter des Arztes Karl Ziegler. Ihre gemeinsame Tochter Anna war mit dem Industriellen Ernst Dübi verheiratet.
Er stand mit dem Maler Ernst Kreidolf im Briefkontakt.

### Werdegang
Oskar Munzinger besuchte die Oltner Stadtschulen und das Gymnasium (siehe Kantonsschule Solothurn) in Solothurn.
Seine akademische Ausbildung führte ihn an die Universitäten von Bern, Heidelberg, Genf und Wien, wo er Rechtswissenschaften studierte. 1873 bestand er das Staatsexamen als Fürsprecher und Notar und eröffnete 1874 seine Anwaltspraxis in Solothurn.
1875 wurde er zum Suppleanten des Obergerichts in Solothurn gewählt.
Seine politische Karriere begann in den späten 1870er Jahren. Von 1877 bis 1880 war er Redakteur der neu gegründeten freisinnigen Solothurner Volkszeitung. Sein Engagement in der Politik führte ihn 1886 in die Position des Parteipräsidenten der Solothurner Freisinnigen, ein Amt, das er bis 1917 innehatte. Zudem war er in der Leitung der FDP Schweiz von 1894 bis 1917 tätig. In der Zeit von 1876 bis 1886 (1884: Vizepräsident, 1885: Präsident) und erneut von 1908 bis 1917 (1908 und 1909: Vizepräsident, 1910: Präsident) war Oskar Munzinger Mitglied des Solothurner Kantonsrates. In den Jahren von 1886 bis zu seinem Rücktritt aus gesundheitlichen Gründen 1906 war er Regierungsrat und erhielt die Leitung der Departemente zugeteilt die vorher der verstorbene Wilhelm Vigier innehatte. Es waren dies: Erziehung, Kultus, Handel und Industrie, Eisenbahnen sowie die Stellvertretung des Justizdepartements und des Departements des Innern. In den Jahren 1896, 1897, 1902 und 1906 wurde er zum Landammann und 1901 zum Vize-Landammann gewählt. Ihm folgte Werner Kaiser  in den Regierungsrat.
Seine Regierungstätigkeit war geprägt von wichtigen Reformen. Besonders hervorzuheben sind die Reform des Lehrerseminars, die Maßnahmen zur sozialen Besserstellung der Lehrerschaft und die Überwindung des Bankkrachs von 1886. Darüber hinaus war er vom 1. Dezember 1879, als Nachfolger von Hermann Dietler, bis zum 30. November 1884 im Nationalrat und vom 7. Juni 1886 bis zum 2. Dezember 1917 im Ständerat tätig, wo er von 1893 bis 1894 das Präsidium übernahm; ihm folgte Robert Schöpfer in den Ständerat.
Er beteiligte sich 1882 an einem Aufruf an das Schweizervolk, in dem er für die Volksabstimmung zum Artikel 27 der Bundesverfassung warb. 1887 wurde er zum Präsidenten der Verfassungsrevisionskommission gewählt. Er unterzeichnete 1900 einen Aufruf des Schweizer Vereins Alpina in Pretoria, in dem um Unterstützung für die in Transvaal lebenden Schweizer gebeten wurde, die die dortigen Buren bei ihren Kämpfen (siehe Zweiter Burenkrieg) unterstützt hatten.
Neben seiner politischen Karriere war Oskar Munzinger auch in der Wirtschaft aktiv. 1885 wurde er zum Präsidenten der Kantonalbank gewählt. Von 1898 bis 1929 war er im Verwaltungsrat der von Roll'schen Werke (siehe Von Roll) tätig, wo er von 1906 bis 1928 das Präsidium übernahm. Weiterhin war er von 1891 und von 1894 bis zu seinem Tod Mitglied im Verwaltungsrat der Baumwollspinnerei Emmenhof in Derendingen beziehungsweise der Emmentalbahn, deren Vizepräsident er von 1911 bis zu seinem Rücktritt 1927 war. Er wurde 1906 durch den Bundesrat in den Kreiseisenbahnrat II gewählt; eine Wiederwahl lehnte er 1909 ab.
1910 wurde er in den Vorstand der Solothurnischen Handelskammer gewählt.

## Mitgliedschaften
Oskar Munzinger trat 1866 dem Schweizerischen Zofingerverein bei und war seit 1880 Mitglied des Schweizerischen Juristen-Vereins.